# Проект SIRIUS
Проект «SIRIUS» (англ. Scientific International Research in Unique Terrestrial Station) — международный исследовательский проект, в котором изучаются вопросы медико-биологического и психологического обеспечения длительных пилотируемых космических полётов. Научные исследования проводятся российскими учеными совместно с NASA в уникальном наземном комплексе на базе Института медико-биологических проблем РАН. Соруководителями проекта являются директор ИМБП РАН Олег Орлов и директор NASA HRP Билл Палоски. Программа проекта «SIRIUS» рассчитана примерно на 5 лет, за это время планируется проведение ряда изоляционных экспериментов продолжительностью 17 суток, четыре месяца, восемь месяцев и двенадцать месяцев (4 этапа). Предлагаемая программа исследований разработана на базе проекта концепции и стратегии развития российских пилотируемых космических средств в период до 2035 года. Проект «SIRIUS» является закономерным продолжением проекта «Марс-500», в котором исследовались медико-психологические риски при длительных пилотируемых космических полётах и эксплуатации орбитальных станций и напланетных баз.

## Название
Название «SIRIUS» является аббревиатурой от англ. Scientific International Research in Unique Terrestrial Station («Международные научные исследования на уникальной наземной станции»), а также совпадает с названием звезды Сириус — одной из самых ярких звёзд ночного неба Земли, которая видна почти во всех областях планеты. Название этой звезды символизирует задачу проекта: осветить вопросы работоспособности человека в длительных полётах, которые когда-нибудь достигнут и звёзд.

## Цель проекта
Общей целью проекта является изучение психологии и работоспособности человека в специально моделируемых условиях изоляции, поддержание исследований, проводимых на МКС, а также предупреждение рисков в длительных космических полетах.
В частности, понимание психологических и физиологических реакций на длительные условия изоляции позволит создавать новые средства профилактики, которые будут способствовать снижению нежелательных эффектов специфических изоляционных условий. Эти средства впоследствии будут испытаны на МКС для оценки их эффективности, и в случае успешных испытаний будут использоваться в системе медико-биологического обеспечения будущих межпланетных миссий.
Исследователи задаются вопросом подбора оптимального численного состава экипажа, эргономики космического аппарата и космической станции, медико-санитарных норм, особенностей профилактики, пищевых ресурсов в течение длительных космических полетов.
Также в управляемых изоляционных условиях проводится отработка нештатных ситуаций, которые могут возникнуть в реальных условиях полета (например, оперативная медицинская помощь, исправление технических неисправностей).

## Наземный экспериментальный комплекс

Модель НЭК

Спроектирован и построен в 1964—1970 годах. Введён в эксплуатацию в 1971 году.
В проектироваии НЭКа принимали участие: Институт медико-биологических проблем РАН (ИМБП), Ракетно-космическая корпорация «Энергия» им. С. П. Королева, Научно-исследовательский и конструкторский институт химического машиностроения (НИИХИММАШ), Научно-производственное предприятие «Звезда» им. Г. И. Северина, Лётно-исследовательский институт имени М. М. Громова.
Медико-технический наземный экспериментальный комплекс (НЭК), расположенный на территории ИМБП, представляет собой уникальную платформу, где становится возможным моделирование исследований космических полётов. Он состоит из многофункциональных сегментов, где моделируются условия изоляции и поддерживается стабильная окружающая среда с помощью локальных систем жизнеобеспечения.
На базе НЭК возможно проведение следующих исследований:
- влияние изоляции и закрытого пространства на психическое здоровье объектов исследования,
- изучение систем жизнеобеспечения,
- изучение космической деятельности,
- изучение медицинских средств профилактики,
- изучение работоспособности и динамики экипажа,
- изучение автономности экипажа,
- изучение последствий изоляции и связанных с ней физиологических стрессоров.

Уникальные ресурсы НЭК: изменяемые объёмы жилых отсеков, особые циклы день-ночь и инновационные рабочие условия окружающей среды.
НЭК состоит из следующих модулей:

### Модуль ЭУ-50
Объём модуля — 50 м³. Используется для имитации посадочного марсианского модуля (см. цифру 3 на схеме НЭК). Модуль включает в себя жилой отсек (4 спальных места и рабочую зону), кухню, санузел, два переходных шлюза).

### Модуль ЭУ-100
Объём модуля — 100 м³. Используется для проведения медицинских и психологических экспериментов (см. цифру 1 на схеме НЭК). Модуль включает в себя жилой отсек (2 спальных места и рабочую зону), кухню-столовую, санузел, рабочие места с размещенной на них медицинской аппаратурой, переходный шлюз, аварийный люк).

### Модуль ЭУ-150
Объём модуля — 150 м³. Используется для проживания 6 человек (см. цифру 2 на схеме НЭК). Модуль включает в себя (6 индивидуальных кают, кают-компания для отдыха, кухня, санузел, главный пульт управления три переходных шлюза.

### Модуль ЭУ-250
Объём модуля — 250 м³. Используется для хранения продовольственных запасов, размещения экспериментальной оранжереи, одноразовой посуды, одежды и пр (см. цифру 4 на схеме НЭК). Модуль включает в себя холодильник, хранилище со стеллажами, экспериментальную оранжерею, тренажерный зал, шлюзовую камеру для удаления отходов, три герметичных двери.

### Модуль «Имитатор поверхности условной планеты» (ИП)
Объём модуля — 1200 м³. Используется для имитации марсианской, лунной или иной поверхности. Модуль включает в себя имитатор планетарной поверхности (негерметичный отсек, предназначенный для пребывания экипажа в скафандрах), а также оборудование для создания виртуальной или дополненной реальности, герметичная лестница, соединяющая ИП с модулем ЭУ-50.

## «SIRIUS-17»
Длительность изоляции: 17 суток.
Старт программы — 14.00, 7 ноября 2017 года. На конференции перед стартом соруководители проекта отметили, что в течение этого проекта планируется воспроизвести возможные элементы полета на окололунную станцию Deep Space Gateway, создание которой намечено Роскосмосом и NASA на 2024 год.
Завершение программы — 14.00, 24 ноября 2017 года. Командир экипажа доложил об успешном завершении миссии.
Цель: исследование особенностей адаптации человеческого организма к условиям изоляции в гермообъекте, имитирующей короткий космический полёт (17 суток) по окололунной орбите.
Экипаж:
| Экипаж                              | Профессия         |
| ----------------------------------- | ----------------- |
| Серов Марк Вячеславович (РФ)        | Командир экипажа  |
| Кикина Анна Юрьевна (РФ)            | Бортинженер № 1   |
| Рукавишников Илья Вячеславович (РФ) | Врач экипажа      |
| Лучицкая Елена Сергеевна (РФ)       | Исследователь № 1 |
| Феттер Виктор (ФРГ)                 | Бортинженер № 2   |
| Лысова Наталия Юрьевна (РФ)         | Исследователь № 2 |

Сценарий миссии:
1 день: выведение ракеты-носителя на опорную (замкнутую) околоземную орбиту, функционирование космического аппарата на опорной орбите; выведение ракеты-носителя на («незамкнутую») околоземную орбиту, стыковка космического аппарата с разгонным блоком, полет межорбитального комплекса, выведение межорбитального комплекса на транслунную траекторию.
2-6 день: полёт в соответствии с транслунной траекторией
7-8 день: полёт по окололунной орбите.
9-13 день: полёт в соответствии с транслунной траекторией.
14-17 день: полет на околоземной орбите; имитация нештатной ситуации (38-часовая депривация сна); приземление..
Обзор основных задач:
- изучение группового взаимодействия в экипаже c разным гендерным составом, приватного пространства и суточной активности экипажа, их медико-биологических показателей;
- апробация новой системы психологической поддержки для сглаживания эффекта «отрыва от Земли» (в частности, с использованием оранжерей и виртуальных систем);
- разработка оптимального зонирования пространства космических станций (эргономика).

Результаты исследования:
На протяжении смоделированного 17-суточного полета к Луне специалисты замеряли различные параметры жизнедеятельности членов экипажа: физиологические, биохимические показатели, двигательную и шумовую активность, психологическое состояние. Также были изучены особенности группового взаимодействия (распределение ролей, лидерство, межгендерное взаимодействие), приватное пространство членов экипажа. Б
Во время полета члены экипажа питались специально разработанной новой космической едой, использовали технологии виртуальной реальности, управляли роботом-манипулятором и другой сложной аппаратурой. Также была проведена симуляция не только процесса стыковки будущего российского космического корабля «Федерация» с разгонным блоком, но и удаленного управления луноходом. Кроме того, испытатели тестировали костюмы, которые планируется использовать в корабле «Федерация». Незадолго до возврата на Землю экипаж лишили сна на период в 36 часов (1,5 суток).
Общий контроль за экспериментом выполнялся ЦУП ИМБП. За время смоделированного полета к Луне было выполнено около 50-и научных исследований (в том числе подготовленные специалистами HRP NASA).

## «SIRIUS-19»
Длительность изоляции: 120 суток (4 месяца).
Старт программы — 14.00, 19 марта 2019 года
Завершение программы — 14.00, 17 июля 2019 года
Цель: воспроизведение основных характеристик реального космического полета на Луну.
Экипаж:
| Экипаж                              | Профессия                |
| ----------------------------------- | ------------------------ |
| Тарелкин Евгений Игоревич (РФ)      | Испытатель-командир      |
| Жидова Дарья Алексеевна (РФ)        | Испытатель-бортинженер   |
| Миркадыров Аллен (США)              | Испытатель-исследователь |
| Степанова Анастасия Алексеевна (РФ) | Испытатель-исследователь |
| Повилаитис Рейнхолд (США)           | Испытатель-исследователь |
| Федяй Стефания Олеговна (РФ)        | Испытатель-врач          |

Цель миссии: выбор места для строительства лунного поселения/базы.
Сценарий миссии:
1. Старт к Луне, достижение орбиты и стыковка (аналог DEEP SPACE GATEWAY). 3 + 7 суток.
2. Наблюдения за лунной поверхностью с целью выбора точки приземления, также серия стыковок с транспортными кораблями. 7 недель.
3. Приземление 4 членов экипажа на Луну, несколько выходов на поверхность в лунных скафандрах. 2 члена экипажа продолжают работать на орбите, курируют работу, космонавтов, которые высадились на поверхность Луны. 10 суток.
4. Старт с лунной поверхности и стыковка с орбитальным кораблем. 7 + 3 суток.
5. Облёт Луны, также осуществление экипажем дистанционного управления лунными роверами, серия стыковок с транспортными кораблями. 4 недели.
6. Возвращение на Землю. 7 + 3 суток.

Обзор задач:
1. Обеспечение здоровья и безопасности членов экипажа.
2. Отработка деятельности оператора в ходе приземления на Луну, операции по стыковке или расстыковке транспортных кораблей в ночных условиях, ВКД в скафандрах, осуществление дистанционного управления лунными роверами.
3. Моделирование нештатных ситуаций:
4. Научные наблюдения на поверхности Луны и выбор места приземления и области для строительства будущих поселений.
5. Проведение программы научных исследований в области медицины, физиологии, биохимии, психологии.
6. Техническое обслуживание различных систем корабля.
7. Образовательная и пропагандистская деятельность в условиях космоса.[7]

Результаты исследования:
За четыре месяца испытатели выполнили 81 эксперимент (психология — 29, физиология — 24, иммунитет — 5, метаболизм — 9, микробиология и гигиена — 12, телемедицина — 2) по изучению влияния изоляции на человека."Данный эксперимент призван стать одной из опор организации длительных полетов. Позволит нам планомерно подготовить будущие миссии на Луну и минимизировать риски", — сказал заместитель генерального директора по международному сотрудничеству Госкорпорации «Роскосмос» Сергей Валентинович Савельев.

## «SIRIUS-21»
Длительность изоляции: 240 суток (8 месяцев).
Цель: воспроизведение основных характеристик реальной межпланетной миссии.
Этапы:
- выход за пределы орбиты Земли;
- перелет до предполагаемой планеты с последующим выбором места для приземления;
- посадка космического аппарата для проведения научных исследований;
- пребывание на орбите, отработка операций по приему транспортных кораблей и операций по дистанционному управлению робототехникой;
- возвращение на Землю.

Особенности эксперимента:
- интернациональный экипаж со смешанным гендерным составом,
- ограниченность ресурсов и возможности их допоставок,
- моделирование различных аспектов профессиональной деятельности экипажа,
- посадка на условную планету с использованием физических моделей и виртуальной реальности,
- увеличение количества нештатных ситуаций.

На данный момент в ИМБП идет отбор испытателей-добровольцев на включение в состав исследовательского экипажа.
В связи с неблагоприятной эпидемиологической обстановкой (пандемия COVID-19) запуск эксперимента был отложен с ноября 2020 года до конца мая 2021 года. Подготовка экипажа начнется со второй половины января — начала февраля 2021 года. Эксперимент завершился в июле 2022 года.

## «SIRIUS-23»
Длительность изоляции: 365 суток (12 месяцев).
По данным на ноябрь 2020 года в ИМБП идёт отбор испытателей-добровольцев на включение в состав исследовательского экипажа.
Старт эксперимента произошёл 14 ноября 2023 года.

## Предыдущие проекты
1. 05.11.1967 г. — 05.11.1968 г. 366-суточный эксперимент с участием трех испытателей добровольцев (Герман Мановцев, Борис Улыбышев, Андрей Божко). Основными задачами были: изучение психофизиологический особенностей людей в условиях изоляции, отработка нештатных ситуаций, проверка систем жизнеобеспечения. В результате годового эксперимента впервые была подтверждена возможность жизнедеятельности человека в условиях длительной изоляции, также была протестирована система жизнеобеспечения. По итогам эксперимента была написана книга «Год в „Звездолёте“».[13], по которой в 2011 году был снят документальный фильм «Увидеть Марс… и не сойти с ума».
2. В 1971—1975 годах была проведена серия экспериментов длительностью 60-90 суток. Их целью было изучение физиологических реакций организма на изоляционные условия, сбор медицинских показателей, отработка перспективных систем жизнеобеспечения.
3. С сентября 1976 года по январь 1977 года был проведен эксперимент, длиною в 120 суток. В нём отрабатывалась бортовая система регенерации воды и режимы связи с наземными службами. Также исследовалась групповая динамика в малой группе.
4. С мая по июнь 1980 года состоялся эксперимент, который продлился 25 суток. Его целью было изучение акустической обстановки, а также исследование психологической совместимости в условиях межгендерного экипажа.
5. С февраля по апрель 1983 года смешанный экипаж провёл в НЭКе 60 суток. В течение эксперимента изучалось поведение членов экипажа и производилась имитация ситуаций острого периода адаптации в условиях выполнения сложной операторской работы.
6. До 90-х гг. продолжали проводиться изоляционные эксперименты.[14]
7. С сентября 1994 года по январь 1995 года был реализован в рамках российско-европейской программы «EuroMir-95» эксперимент «Поведение человека в длительном космическом полёте» (англ. Human Behavior in Extended Spaceflight (HUBES)). Задача состояла в том, чтобы смоделировать полёт космонавта ESA на орбитальной станции «Мир».[15]
8. В период с 21 октября 1995 года по 22 января 1996 года Институт медико-биологических проблем РАН реализовал проект «ЭКОПСИ-95» в НЭКе продолжительностью 90 суток. Внимание ученых было направлено на психофизиологическую комфортность среды обитания, они оценивали взаимодействие человека и среды, а также возможность управления этой динамикой. Командиром основного экипажа был назначен военный лётчик первого класса А. Андрюшков.[16]
9. Со 2 февраля 1999 года по 22 марта 2000 года этот же институт провёл эксперимент «Имитация полёта международного экипажа на космической станции» (англ. Simulation of Flight of International Crew on Space Station (SFINCSS-99)). В ходе программы SFINCSS-99 было проведено 80 экспериментов, приготовленных учёными из России, Японии, Германии, Канады, США, Норвегии, Швеции, Чехии и Австрии.[17]
10. С ноября 2007 года по ноябрь 2011 года был проведён эксперимент «Марс-500». Это эксперимент по имитации пилотируемого полёта на Марс, проведённый Россией с широким международным участием. Он был осуществлен на базе ИМБП РАН. Целью проекта было собрать данные о здоровье членов команды и их работоспособности, сымитировав основные особенности пилотируемого полёта на Марс, такие, как высокая длительность, автономность, необычные условия связи с Землёй — задержка связи, ограниченность расходуемых ресурсов и определить, возможен ли такой полёт, исходя из возможностей человеческого организма.[18]